# Afrolathys madagascariensis
Espèce
Afrolathys madagascariensis est une espèce d'araignées aranéomorphes de la famille des Lathyidae.

## Distribution
Cette espèce est endémique de la région Diana à Madagascar,. Elle se rencontre dans la réserve spéciale de la Forêt d'Ambre.

## Description
Le mâle holotype mesure 1,40 mm et la femelle paratype 1,30 mm

## Systématique et taxinomie
Cette espèce a été décrite par Al-Jamal et Cala-Riquelme en 2025.

## Étymologie
Son nom d'espèce, composé de madagascar(i) et du suffixe latin -ensis, « qui vit dans, qui habite », lui a été donné en référence au lieu de sa découverte, Madagascar.

## Publication originale
- Montana, Cala-Riquelme, Crews, Gorneau, Al-Jamal, Alequín, Spagna, Ballarin & Esposito, 2025 : « Tailor's drawer no more: a reappraisal of the spider family Dictynidae O. Pickard-Cambridge, 1871 sensu lato. » Zoological Journal of the Linnean Society, vol. 204, no 2, zlaf007, p. 1-97.